# Congrégation de Saint-Maur
Pour les articles homonymes, voir Saint-Maur.
La Congrégation de Saint-Maur, dont les membres sont connus sous le nom de Mauristes, est une congrégation de moines bénédictins français fondée en 1618. Connue pour le haut niveau de son érudition, elle tire son nom de saint Maur (mort en 565), disciple de saint Benoît auquel on attribue l'introduction en Gaule de la règle et de la vie bénédictines.
L'école historique et critique des Bénédictins de Saint-Maur, commencée en 1632 par leur supérieur général Dom Tarrisse, a produit un grand nombre d'auteurs et des centaines de collections monumentales comme Gallia Christiana, L'Art de vérifier les dates, l’Histoire littéraire de la France, l’Histoire générale de Languedoc, dont la valeur d'érudition est omniprésente.
L'abolition des vœux monastiques et la suppression des ordres réguliers hors éducation et œuvres de charité par l'Assemblée constituante (décret du 13 février 1790) met fin à la Congrégation et à ses  travaux. Les matériaux qui en restent constituent des centaines de volumes de manuscrits de la Bibliothèque nationale et d'autres bibliothèques en France.

## Histoire

### Fondation de la congrégation
À la fin du XVIe siècle, les monastères bénédictins de France sont tombés dans la désorganisation et le laxisme. Dans l'abbaye Saint-Vanne de Verdun, une réforme est initiée par dom Didier de La Cour, et s'étend à d'autres maisons du duché de Lorraine. En 1604 est établie la congrégation réformée de Saint-Vanne, dont les membres les plus distingués sont Rémy Ceillier et Augustin Calmet. À partir de septembre 1610 (autorisation royale), un certain nombre de maisons françaises rejoignent la nouvelle congrégation, mais comme la Lorraine est alors encore indépendante de la couronne de France, il est jugé souhaitable de créer sur le même modèle une congrégation pour la France.
En août 1618, le roi Louis XIII signe les lettres patentes autorisant la fondation d'une nouvelle congrégation bénédictine placée sous le patronage de saint Maur, premier disciple de saint Benoît et, selon la tradition, introducteur de sa règle en Gaule. En novembre 1618 a lieu à Paris, dans le monastère des Blancs-Manteaux, le chapitre de fondation, qui élit dom Martin Tesnières comme « président ». Le 17 mai 1621, le pape Grégoire XV promulgue la bulle d'érection de la nouvelle congrégation, appelée officiellement Congregatio sancti Mauri Gallicana Parisiensis. Une bulle de confirmation est publiée en 1628 par Urbain VIII.

### Développement de la congrégation
La plupart des monastères bénédictins de France, à l'exception de ceux qui appartenaient à l'Ordre de Cluny, rejoignent peu à peu la nouvelle congrégation, qui atteint son apogée dans les années 1690-1700 avec 190 monastères répartis en 6 provinces (France, Normandie, Bretagne, Gascogne, Berry et Bourgogne). La maison mère se situe à Saint-Germain-des-Prés, à Paris, résidence du supérieur général et centre de l'activité intellectuelle de la congrégation. Le Chapitre général (réuni tous les trois ans) désigne l'ensemble des prieurs locaux (pour au maximum deux mandats triennaux successifs dans le même monastère), les six visiteurs provinciaux, le Supérieur général et ses deux assistants. Chaque province dispose de son noviciat et de ses maisons d'études. Cet aspect organisationnel de la réforme vise à remédier aux effets néfastes du Régime de la commende. Celui-ci attribue les bénéfices (revenus) des abbayes et prieurés à de simples clercs tonsurés devenant ainsi des abbés ou prieurs commendataires qui n'ont nullement le souci de veiller au respect de la règle, n'étant pas eux-mêmes moines et ne résidant d'ailleurs pas dans la communauté. Une déliquescence de la vie proprement monastique en était la conséquence.
En adoptant une organisation centralisée, la réforme se démarque de la règle de saint Benoît qui  impose l'élection directe des supérieurs par les religieux, ainsi que le vœu de stabilité par lequel le moine est attaché pour toujours à son monastère de profession. Ce dernier aspect est toutefois tempéré par une stabilité au sein de la Province.
Au départ, l'idée principale n'est pas d'entreprendre des travaux littéraires et historiques, mais de revenir à une vie monastique régie par la règle, les us et coutumes écrites, où la première place revient à la prière communautaire et personnelle. Tout au long de la période la plus glorieuse de l'histoire des mauristes, on n'autorise pas le travail d'érudition qui pourrait gêner l'exécution obligatoire de l'Office divin au Chœur, ni les autres devoirs de la vie religieuse. Vers la fin du XVIIIe siècle, une tendance s'insinue toutefois à desserrer l'observance monastique en faveur de l'étude, mais les constitutions de 1770 montrent qu'un régime proprement monastique est maintenu jusqu'au bout.

### Débats théologiques
L'histoire des mauristes et de leurs travaux est traversée par les controverses ecclésiastiques qui déchirent l'Église de France au cours des XVIIe et XVIIIe siècles. Certains de ses membres s'identifient à la cause janséniste, mais la plupart, y compris presque tous les plus grands noms, suivent une voie moyenne, en s'opposant à la théologie morale relâchée, condamnée en 1679 par le pape Innocent XI, et en adhérant à des opinions bien fermes sur la grâce et la prédestination associées aux écoles augustinienne et thomiste de la théologie catholique romaine. Cependant, comme toutes les écoles et les facultés de théologie sur le sol français, les mauristes sont tenus d'enseigner les quatre articles gallicans.
Vers la fin du XVIIIe siècle, rationalisme et libre-pensée semblent avoir envahi quelques-unes des maisons.
La congrégation est supprimée et les moines dispersés lors de la Révolution. Le dernier supérieur général, Dom Ambroise Chevreux, est massacré avec 190 autres ecclésiastiques, dont trois évêques, dans la nuit du 2 au 3 septembre 1792 à la prison des Carmes.

## Travaux
L'école historique et critique des moines mauristes a produit de nombreux ouvrages d'érudition dont la valeur est permanente. Les fondements de cette école ont été posés par Dom Grégoire Tarrisse, le premier supérieur général, qui en 1632 a donné pour instructions aux supérieurs des monastères d'entraîner les jeunes moines à des habitudes de recherche et de travail organisé. Les pionniers dans cette production ont été Ménard et Luc d'Achery.
Les axes de travail sont l'Écriture sainte, la patrologie, la théologie dogmatique, le droit canonique, l'ascétisme chrétien et monastique, l'histoire ecclésiastique, la liturgie et la vie des saints.
La bibliographie mauriste contient au total les noms de quelque 220 auteurs et plus de 700 œuvres. Ce qui a été publié n'est qu'une partie de ce qui avait été envisagé et préparé.
La Révolution française met brutalement fin à de nombreuses entreprises, et les matériaux restants constituent des centaines de volumes de manuscrits de la Bibliothèque nationale de France et d'autres bibliothèques en France. On trouve à Paris 31 volumes de matériaux dus à Berthereau, à l'usage des historiens des croisades, pas un seul n'est en latin ni en grec, mais dans les langues orientales, ; c'est de là qu'a été tiré en grande partie le Recueil des historiens des croisades dont 15 volumes in-folio ont été publiés par l'Académie des inscriptions et belles-lettres. Il existe aussi les matériaux préliminaires pour une édition de Rufin et une d'Eusèbe de Césarée, et pour la continuation des Lettres pontificales et des Concilia Galliae. Dom Cafflaux et Dom Villevielle ont laissé 236 volumes de matériaux pour un Trésor généalogique. Ajoutons les Antiquités bénédictines (37 vol.), un Monasticon Gallicanum et un Monasticon Benedictinum (54 vol.) Parmi les histoires des provinces de France, c'est à peine si une demi-douzaine a été imprimée, mais ce qui avait été collecté pour le reste remplirait 800 volumes de manuscrits. Les matériaux pour une géographie de la Gaule et de la France en 50 volumes ont disparu dans l'incendie de la maison mère à Saint-Germain-des-Prés, au cours de la Révolution.
Il s'agit d'une production prodigieuse, si l'on songe qu'elle venait d'une seule société. Les qualités qui ont rendu proverbial le travail des mauristes pour l'érudition sont leur sens critique et leur rigueur.

### Principales réalisations
| Titre                                                                | Date       | Volumes | Auteurs                                                         | En ligne |
| -------------------------------------------------------------------- | ---------- | ------- | --------------------------------------------------------------- | -------- |
| L'Antiquité expliquée et représentée en figures                      | 1719-1724  | 15      | Bernard de Montfaucon                                           | Gallica  |
| L'Art de vérifier les dates                                          | 1750       | 1       | Charles Clémencet, Maur Dantine, Ursin Durand                   | Gallica  |
| De re diplomatica                                                    | 1681       | 1       | Jean Mabillon                                                   | Gallica  |
| Gallia Christiana                                                    | 1626-1865  | 16      | Denis de Sainte-Marthe, Jean Thiroux ,Scévole de Sainte-Marthe  | Gallica  |
| Histoire de Bretagne composée sur les titres & les auteurs originaux | 1707       | 2       | Antoine-Paul Le Gallois, Guy Alexis Lobineau, Denis Briant      | Numelyo  |
| Histoire générale de Languedoc                                       | 1730-1745  | 5       | Claude Devic, Joseph Vaissète                                   | Gallica  |
| Histoire littéraire de la France                                     | 1733-1763  | 12      | Antoine Rivet de La Grange, Charles Clémencet, François Clément | Gallica  |
| Monasticon Gallicanum                                                | non publié |         | Michel Germain                                                  | Gallica  |
| Recueil des historiens des Gaules et de la France                    | 1738-1833  | 19      | Martin Bouquet, Michel Jean Joseph Brial                        | Gallica  |

## Personnalités

### Moines érudits
| Nom                                  | Dates     | Œuvres principales                                                                                   |
| ------------------------------------ | --------- | --- |
| Luc d'Achery                         | 1609-1685 | Spicilegium sive Collectio veterum aliquot scriptorum qui in Galliae bibliothecis delituerant        |
| Jean-Baptiste Alaydon                | 1671-1733 | Supérieur général de 1729 à 1733                                                                     |
| André Joseph Ansart                  | 1723-1786 | Esprit de saint Vincent de Paul ou Modèle de conduite proposé à tous les ecclésiastiques             |
| Jean-Maur Audren de Kerdrel          | 1651-1725 | Avis au public pour une nouvelle Histoire de Bretagne                                                |
| Nicolas Alexandre                    | 1654-1728 | La Médecine et la Chirurgie des Pauvres                                                              |
| François Bedos de Celles             | 1709-1779 | L'Art du Facteur d'Orgues ; La Gnomonique pratique                                                   |
| Laurent Bénard                       | 1573-1620 | Instructions monastiques sur la règle de saint Benoît                                                |
| Georges François Berthereau          | 1732-1794 | Histoire générale des Croisades (manuscrit)                                                          |
| Charles-Joseph de Bévy               | 1738-1830 | Histoire des inaugurations des Rois, Empereurs, et autres Souverains de l’Univers                    |
| Simon Bougis                         | 1630-1714 | Méditations pour les novices et les jeunes profès                                                    |
| Martin Bouquet                       | 1685-1754 | Recueil des historiens des Gaules et de la France                                                    |
| Nicolas du Bout                      | 1653-1706 | Histoire de l'abbaye d'Orbais                                                                        |
| Michel Jean Joseph Brial             | 1743-1828 | Recueil des historiens des Gaules et de la France                                                    |
| Denis Briant                         | 1655-1716 | Histoire de Bretagne composée sur les titres & les auteurs originaux                                 |
| Louis Bulteau                        | 1625-1693 | Histoire des moines de l'Orient ; Histoire de Saint-Benoît et des moines d'Occident.                 |
| Pierre Carpentier                    | 1697-1767 | Glossarium ad mediate scriptores latinitatis infima                                                  |
| Pierre Chastelain                    | 1709-1782 | Journal de Dom Pierre Chastelain, avec ses remarques sur la température et la vigne                  |
| Charles Clémencet                    | 1703-1778 | L'Art de vérifier les dates ; Histoire littéraire de la France                                       |
| François Clément                     | 1714-1793 | Histoire littéraire de la France ; L'Art de vérifier les dates (nouvelle édition)                    |
| Pierre Coustant                      | 1654-1721 | Œuvres d'Hilaire de Poitiers ; Epistolae Romanorum pontificum                                        |
| Maur Dantine                         | 1688-1746 | L'Art de vérifier les dates ; Glossarium ad mediate scriptores latinitatis infima                    |
| Jean-Pierre Deforis                  | 1732-1794 | Conciles des Gaules ; Réfutation d'un nouvel ouvrage de Jean-Jacques Rousseau (L’Émile)              |
| François Delfau                      | 1637-1676 | Œuvres de Saint Augustin                                                                             |
| Léger Marie Deschamps                | 1716-1774 | Le vrai système ou Le mot de l'énigme métaphysique et morale                                         |
| Claude Devic                         | 1670-1734 | Histoire générale de Languedoc                                                                       |
| Ursin Durand                         | 1682-1771 | L'Art de vérifier les dates ; Voyage littéraire de deux Religieux Bénédictins                        |
| Jacques Étienne Duval                | 1698-1742 | Recherches géographiques sur quelques Villes de l'ancienne Gaule                                     |
| Claude Estiennot de la Serrée        | 1639-1699 | Antiquités bénédictines ; Fragmenta historica Aquitanicae (manuscrits)                               |
| Michel Félibien                      | 1666-1719 | Histoire de l'abbaye royale de Saint-Denis en France ; Histoire de la ville de Paris                 |
| Jacques du Frische                   | 1640-1693 | Œuvres de Saint Ambroise                                                                             |
| Michel Germain                       | 1645-1694 | Monasticon Gallicanum                                                                                |
| Pierre Nicolas Grenier               | 1725-1789 | Introduction à l'histoire générale de la province de Picardie                                        |
| Robert Guérard                       | 1641-1715 | Œuvres de Saint Augustin                                                                             |
| Ambroise Janvier                     | 1613-1682 | Rabbi Davidis Kimhi Commentarii in Psalmos Davidis                                                   |
| Charles de La Rue                    | 1684-1740 | Œuvres d'Origène                                                                                     |
| Vincent de La Rue                    | 1707-1762 | Œuvres d'Origène                                                                                     |
| Jean-Philippe Le Cerf de la Viéville | 1677-1748 | Bibliothèque des écrivains de la Congrégation de Saint-Maur                                          |
| Antoine-Paul Le Gallois              | 1640-1695 | Histoire de Bretagne composée sur les titres & les auteurs originaux                                 |
| Jacques-Louis Le Noir                | 1720-1792 | Collection chronologique des actes et des titres de Normandie                                        |
| Jean Liron                           | 1665-1749 | Singularités historiques et littéraires                                                              |
| Guy Alexis Lobineau                  | 1666-1727 | Histoire de Bretagne composée sur les titres & les auteurs originaux ; Histoire de la ville de Paris |
| François Louvard                     | 1661-1729 | Œuvres de Saint Grégoire                                                                             |
| Jean Mabillon                        | 1632-1707 | De re diplomatica                                                                                    |
| Noël Mars                            | 1612-1702 | Histoire du royal monastère de Sainct-Lomer de Blois de l'ordre de Saint-Benoist,                    |
| Edmond Martène                       | 1654-1739 | De antiquis monachorum ritibus                                                                       |
| Jacques Martin                       | 1684-1751 | Histoire des Gaules et des conquêtes des Gaulois                                                     |
| Nicolas-Hugues Ménard                | 1585-1644 | Liber sacramentorum du pape Grégoire le Grand,                                                       |
| Athanase de Mongin                   | 1589-1663 | Manuel du religieux intérieur (manuscrit)                                                            |
| Bernard de Montfaucon                | 1655-1741 | L'Antiquité expliquée et représentée en figures                                                      |
| Pierre-Hyacinthe Morice de Beaubois  | 1693-1750 | Mémoires pour servir de preuves à l'histoire ecclésiastique et civile de Bretagne                    |
| Antoine-Joseph Pernety               | 1716-1796 | Dictionnaire portatif de peinture, sculpture et gravure                                              |
| Germain Poirier                      | 1724-1803 | Papiers du bénédictin Dom Germain Poirier sur l'histoire de France (manuscrit)                       |
| François Pommeraye                   | 1617-1687 | Histoire des abbayes, archevêques et conciles de Rouen                                               |
| Antoine Rivet de La Grange           | 1683-1749 | Histoire littéraire de la France                                                                     |
| Thierry Ruinart                      | 1657-1709 | Historia persecutionis vandalicae                                                                    |
| Denis de Sainte-Marthe               | 1650-1725 | Gallia Christiana                                                                                    |
| Louis de Sainte-Marthe               | 1571-1659 | Histoire généalogique de la Maison de France:                                                        |
| Scévole de Sainte-Marthe             | 1571-1650 | Gallia Christiana                                                                                    |
| Charles-Louis Taillandier            | 1705-1786 | Histoire ecclésiastique et civile de la Bretagne                                                     |
| Grégoire Tarrisse                    | 1575-1648 | Premier supérieur de la congrégation                                                                 |
| René Prosper Tassin                  | 1697-1777 | Nouveau traité de diplomatique ; Histoire littéraire de la Congrégation de Saint-Maur                |
| Jean Thiroux                         | 1663-1731 | Gallia Christiana                                                                                    |
| Charles-François Toustain            | 1700-1754 | Nouveau traité de diplomatique                                                                       |
| Joseph Vaissète                      | 1685-1756 | Histoire générale de Languedoc                                                                       |
| Georges Viole                        | 1598-1669 | Mémoires sur l'histoire du diocèse d'Auxerre (manuscrit)                                             |

### Supérieurs généraux

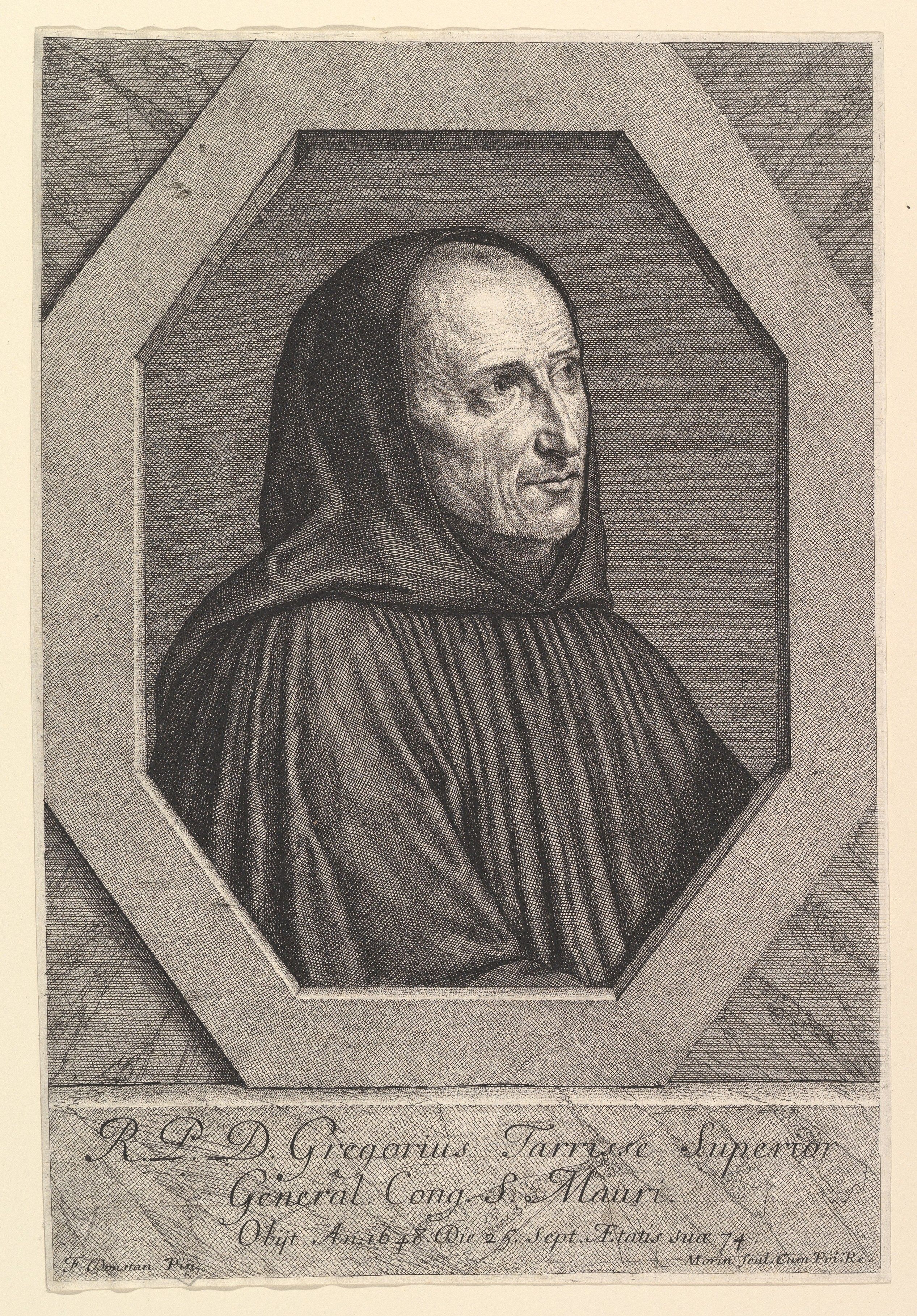
Dom Grégoire Tarrisse, supérieur général de la Congrégation de Saint-Maur (1630-1648).

- Dom Martin Tesnière (1618-1621), président
- Dom Colomban Regnier (1621-1624), président
- Dom Martin Tesnière (1624-1627)
- Dom Maur Dupont (1627-1630)
- Dom Grégoire Tarrisse (1630-1648), 1er supérieur général
- Dom Jean Harel (1648-1660)
- Dom Bernard Audebert (1660-1672)
- Dom Vincent Marsolle (1672-1681)
- Dom Benoît Brachet (1681-1687)
- Dom Évroult-Claude Boitard (1687-1699)
- Dom Simon Bougis (1699-1711)
- Dom Arnoulf de Loo (1711-1714)
- Dom Charles Petey de L'Hostallerie[8] (1714-1720), 9e supérieur général
- Dom Denis de Sainte-Marthe (1720-1725)
- Dom Pierre Thibault (1725-1729)
- Dom Jean-Baptiste Alaydon (1729-1733)
- Dom Hervé Menard (1733-1736)
- Dom Claude Dupré (1736- abbaye Saint-Germain-des-Prés, le 30 décembre 1736)[9]
- Dom René Lanneau (1737-1753)
- Dom Jacques Nicolas Maumousseau (1754-1756)
- Dom Marie-Joseph Delrue (1756-1766)
- Dom Pierre-François Boudier (1766-1772)
- Dom René Gillot (1772-1778)
- Dom Charles Lacroix (1778-1781)
- Dom Chartié-Mousso (1781-1783)
- Dom Ambroise Chevreux (1783-1792)

#### Ouvrages
- Yves Chaussy, Les Bénédictins de Saint-Maur, Paris, Institut d'études augustiniennes, 2 volumes, 1989 et 1991, 384 et XIV-228 p.
- Jean François, Bibliothèque générale des écrivains de l’Ordre de Saint Benoit, Société typographique de Bouillon, 4 volumes, 1777-1778 (lire en ligne)
  - Barthélemy Mercier de Saint-Léger, Remarques critiques sur la Bibliothèque générale des écrivains de l'ordre de St. Benoît, Adressées aux rédacteurs de l'Esprit des journaux & insérées dans ce journal, mois d'octobre 1778. (lire en ligne)
  - Barthélemy Mercier de Saint-Léger, Nouvelles remarques critiques sur les deux premiers volumes de la Bibliothèque générale d des écrivains de l'Ordre de Saint Benoît (Signé : l'abbé de St L ***, Mélanges littéraires et historiques, 22 novembre 1778 (lire en ligne)
- Charles de Lama, Bibliothèque des écrivains de la Congrégation de Saint-Maur, Paris, Victor Palme, 1882 (lire en ligne)
- Dom Edmond Martène, Histoire de la Congrégation de Saint- Maur, Paris, Picard, 10 volumes, 1928-1954
- René Prosper Tassin, Histoire littéraire de la Congrégation de Saint-Maur, où l'on trouve la vie et les travaux des auteurs qu'elle a produits, depuis son origine en 1618 jusqu'à présent, avec les titres des livres qu'ils ont donnés au public et le jugement que les savants en ont porté ; ensemble la notice de beaucoup d'ouvrages manuscrits composés par des bénédictins du même corps, Paris, Humblot, 1770 (lire en ligne)
  - Ulysse Robert, Supplément à l'Histoire littéraire de la congrégation de Saint-Maur, Paris, Alphonse Picard, 1881 (lire en ligne)
  - Ursmer Berlière, Nouveau supplément à l'Histoire littéraire de la congrégation de Saint-Maur, Alphonse Picard, puis Maredsous et Duculot, 1908-1932 (lire en ligne)
- Alfred Vacant, Eugène Mangenot et Émile Amann, Dictionnaire de théologie catholique, Article Mauristes, Letouzey et Ané, 1928 (lire en ligne)

#### Articles
- Thierry Barbeau, « La spiritualité dans la Congrégation de Saint-Maur : bilans et perspéctives d'études », Brepols,‎ s.d. (lire en ligne)
- Yves Chaussy, « La fin de la Congrégation de Saint-Maur et de Saint-Germain-des-Prés », Brepols,‎ s.d. (lire en ligne)
- Pierre Gasnault, « Motivations, conditions de travail et héritage des bénédictins érudits de la Congrégation de Saint-Maur », Revue d'histoire de l'Église de France, no 186,‎ 1985 (lire en ligne)
- Dom René Hesbert, « La congrégation de Saint-Maur », dans Revue Mabillon, avril-septembre 1961, p. 109-156 [lire en ligne]
- Daniel-Odon Hurel, « Les Bénédictins de Saint-Maur et l'Histoire au XVIIe siècle », Littératures classiques, no 30,‎ 1997 (lire en ligne)
- Daniel-Odon Hurel, « Entre érudition et pastorale : la congrégation de Saint-Maur », Annuaire-Bulletin de la Société de l'histoire de France,‎ 2004 (lire en ligne)
- Daniel-Odon Hurel, « Les mauristes et le voyage savant aux XVIIe et XVIIIe siècles », Viatica, no 10,‎ 2023 (lire en ligne)
- Madeleine Laurain, « Les travaux d'érudition des Mauristes : origine et évolution », Revue d'histoire de l'Église de France, no 140,‎ 1957 (lire en ligne)
- Pierre Salmon, « Aux origines de la congrégation de Saint-Maur. Ascèse monastique et exercices spirituels dans les constitutions de 1646 », Revue d'histoire de l'Église de France, no 140,‎ 1957 (lire en ligne)